# Jednostka regionalna Milos
Jednostka regionalna Milos (nwgr.: Περιφερειακή ενότητα Μήλου) – jednostka administracyjna Grecji w regionie Wyspy Egejskie Południowe. Powołana do życia 1 stycznia 2011 w wyniku przyjęcia nowego podziału administracyjnego kraju. W 2021 roku liczyła 10 tys. mieszkańców.
W skład jednostki wchodzą gminy:
- Kimolos (2),
- Milos (1),
- Serifos (3),
- Sifnos (4).